# 신효범
신효범(한국 한자: 慎孝範, 1966년 1월 18일(음력 1965년 12월 27일) ~ )은 대한민국의 가수이다.

## 생애
- 프로듀서들과 가수들을 포함, 알 만한 사람들은 인정하는 엄청난 가창력의 소유자이며 송곳처럼 찌르는 고음이 인상적이다. 큰 성량과 완급조절로 정평이 나있었고, 나이가 들어감에 따라 파워가 조금 감소한 대신 호흡 조절의 본좌급에 다다랐다고 볼 수 있다. 한 소절 내에서도 발성과 호흡을 자유자재로 조절하며 목소리의 질감마저 바꿔버리는 실력을 발휘한다.

- 대표곡 중 하나인 '사랑하게 될 줄 알았어'는 잔잔한 느낌의 발라드인데, 부르기 쉬워 보이지만 음정마다 목소리 질감을 바꿔 부르는 그녀의 가창이 빠지면 굉장히 밋밋해져 노래의 느낌을 살리기 어려운 곡으로 알려져 있다.[6] 실제로 이 곡을 불러보면 신효범의 완급조절이 얼마나 탁월한지 알 수 있으며, 다른 가수들이 커버한 그 어떤 곡들도 가슴을 파고드는 깊은 사랑에 대한 느낌만큼은 원곡에 미치지 못한다.

- 대표곡도 있고, 가창력도 본좌급이지만 30대 미만의 젊은 세대에서는 인지도가 낮은 편이다. 하지만 국내 여가수들 중 단연 원탑으로 꼽힐 만큼 잘 나가던 때가 있었다. 1년 넘게 뮤직박스 순위에서 밀려나지 않았던 3집 대표곡 '언제나 그 자리에'(1992)부터 대부분의 가요 순위프로그램에서 1위를 기록한 4집 타이틀곡 '난 널 사랑해'(1994)에 이르는 시기. 어떤 의미에선 80년대 말~90년대 초의 대표적인 디바 이선희와 아이돌 가수 김완선의 활동이 뜸해진 틈을 잘 비집고 들어온 셈이다. 사실 상술된 '사랑하게 될 줄 알았어'의 경우도 그나마 현세대에서 가장 유명한 노래라 대표곡이 된 경우일 뿐, 발매 당시에는 오히려 묻힌 쪽에 가까웠다. 당시 기준으로는 90년대에 내놓은 노래들이 더 존재감이 있었다.

- 또한, 90년대 3대 디바로 불리던 휘트니 휴스턴, 머라이어 캐리, 셀린 디온이 팝 음악 시장을 휩쓸던 시기였던만큼, 이들과 비슷한 분위기의 신효범이 더 각광받았던 면도 있는 듯하다. 방송에서 자주 휘트니 휴스턴이나 셀린 디옹의 곡들을 커버하곤 했고, 그것이 대중들에게도 깊은 인상을 남겼다. 그러다가 1995~96년 사이에 김창환 사단의 막강한 지원을 받고 댄스 디바로 재탄생한 박미경과 언더그라운드 출신으로 맨발의 투혼이라 불릴 만큼 극강의 무대매너로 무장한 이은미, 거기에 이제는 전설이 된 이소라 등 말이 필요없는 무시무시한 신인들이 등장하면서 점차 존재감이 사라져간 것이다.[8] 대중적 인지도가 낮았다기보다는 잠시 반짝 빛났다가 뒤이어 나온 개성파 가수들에게 '묻혔다'는 평도 있지만 묻혔다기엔 워낙 무시무시한 가수라 '사랑하게 될 줄 알았어'로 멋지게 전성기의 명성을 되찾으며 부활하게 된다.

- 2012년 나는 가수다 시즌 1에 합류하면서 4곡을 불렀다. 인순이의 이별연습으로 출연과 동시에 1위, JK김동욱의 색이 짙지만 자신만의 색으로 소화한 '미련한 사랑', 펄 시스터즈의 '떠나야 할 그 사람'으로 2위, 그리고 펑키한 리듬으로 선보인 이광조의 '세월가면'까지.

- 2019년 불타는 청춘 콘서트에서 '난 널 사랑해'를 불렀는데, 50이 넘은 나이에도 여전히 본좌급 가창력을 과시했다. 금속성 음색과 높이, 파워도 그대로에 노련한 기교로 노래를 가지고 놀았다. 이 날 최대의 화젯거리는 김부용, 감동적인 김혜림의 무대와 프레디 머큐리로 분한 김광규와 내시경 밴드였지만, 가창력만큼은 역시 신효범이 최고였다는 반응이 대다수. 게다가 타 가수에 비해 댓글 관심도가 유독 40대가 아닌 30대에서 많았다.

- 2020년 tvN의 드라마 슬기로운 의사생활에서 전미도가 부른 노래 '사랑하게 될 줄 알았어'가 아름다운 가사와 서정적인 멜로디로 많은 사랑을 받자, 원곡자인 신효범 역시 재조명을 받고 있다. 전미도가 부른 곡은 각종 음원차트 1위를 차지하고 있으며, 원곡자인 신효범의 노래 역시 역주행하며 차트 인 하고 있다. 신효범은 인터뷰에서 '곡 발매 후 홍보랑 활동이 거의 없어서 개인적으로 미안한 곡이었다.'고 말하며, '전미도 덕에 다시 노래가 사랑받게되어 감사하다.'는 말을 전했다. 좋은 노래는 시간이 지나도 좋은 평가를 받을 수 있음을 보여준 좋은 사례이다.

- 2021년 골 때리는 그녀들에서 장신의 체격을 바탕으로 불나방팀 주전 센터백으로 출전하며, '신효벽'이라는 별명이 붙여졌다. 그와 동시에 인지도도 꽤나 상승했다.

## 학력
- 송곡여자고등학교 졸업 (1984년)

## 음반
- 1집 《사랑을 누가》(1989년)
- 2집 《슬픈 빛깔의 추억》(1991년)
- 3집 《신효범》(1992년)
- 4집 《Shin Hyo Bum》(1994년)
- 5집 《Shin Hyo Bum 5》(1995년)
- 6집 《널 닮은 세상에서》(1996년)
- 7집 《Ego》(1998년)
- 8집 《마음에 남긴 메모》(2001년)
- 9집 《사랑하게 될 줄 알았어》(2006년)

## 가수 외 활동

### 예능
- 2015년 MBC TV 《미스터리 음악쇼 복면가왕》 - 밤에 피는 장미
- 2016년  SBS  《불타는 청춘》시즌1을 끝으로 하차
- 2021년  SBS  《골 때리는 그녀들》
- 2023년 KBS2 《골든걸스》

### 교양
- 2018년 2월 skyPetPark 《잘살아보시개》

### 광고
- 1994년 롯데매니아 비디오CD 850VD
- 1995년 한국타이어 블랙버드
- 1995년 보령제약 용각산

## 수상 내역

### 가요 프로그램 1위
| 연도           | 수상 내역(총 3회)                                                                               |
| -------------- | ----------------------------------------------------------------------------------------------- |
| 1993년(총 1회) | - 언제나 그 자리에(총 1회) - 7월 23일 MBC 《결정! 최고 인기가요》 1위                           |
| 1994년(총 2회) | - 난 널 사랑해(총 2회) - 5월 4일 KBS 《가요톱텐》 1위 - 5월 11일 KBS 《가요톱텐》1위 (연속 2주) |

### 골든디스크
- 1993년 제8회 골든디스크 본상(언제나 그 자리에)
- 1994년 제9회 골든디스크 본상(난 널 사랑해)
- 1995년 제10회 골든디스크 본상(너의 곁에 있고 싶어)

### 서울가요대상
- 1993년 하이원 서울가요대상 본상
- 1995년 하이원 서울가요대상 본상

### KBS가요대상
- 1993년 KBS가요대상 올해의 가수상
- 1994년 KBS가요대상 올해의 가수상
- 1995년 KBS가요대상 올해의 가수상
- 1996년 KBS가요대상 올해의 가수상

### 기타 수상
- 1988 MBC 신인가요제 금상, 가창상
- 1992 CIS 국제가요제 금상, 레코딩상
- 1994 한국노랫말상 아름다운 노랫말 상 (난 널 사랑해)
- 1994 한국방송대상 가수상 (열린 음악회, 음악이 있는 곳에)
- 1995 한국최고인기연예대상 인기가수상
- 1996 제3회 대한민국연예예술상 가요상
- 1997 대한민국연예예술상 대통령 표창
- 2006 제7회 대한민국영상대전 포토제닉상 솔로가수부문
- 2010 제17회 대한민국연예예술상 연예예술발전공로상
- 2014 대한민국창조문화예술대상 대중가요발라드부문 대상
- 2015 제10회 대한민국나눔대상 국회상임위원장상
- 2023년 KBS 연예대상 쇼&버라이어티 부문 여자 신인상

## 가수 신효범과 관계
- 이용과  김경호랑 선후배 관계다.